# Казвин (остан)
Казви́н (перс. قزوین‎ — Qazvin; азерб. قزوین / Qəzvin) — провинция (остан) в Иране. Находится на северо-западе страны. Административный центр — город Казвин. Провинция образована в 1996 году путём отделения от провинции Зенджан. Площадь — 15 549 км², население — 1 273 761 человек (2018), большая часть (52,50 %) азербайджанцы, а также персы (40,90 %), талыши и таты.

## Экономика
По состоянию за 2009 год ВВП Казвина составил 1,5% от общего ВВП страны. Большую часть ВВП составляют сфера услуг и промышленность.

## География
Территория Казвина почти полностью занята горами. От прибрежных каспийских равнин его отделяют горные хребты центрального Эльбурса, протянувшиеся вдоль северо-восточных границ остана.

## История
Казвин — один из древнейших районов персидской цивилизации в стране. Казвин не только был укреплённым районом, но его главный город был ещё и столицей страны.
В Казвине зарегистрировано более тысячи исторических памятников, и по этому показателю провинция находится на первом месте в Иране.

## Праздники
Древний иранский праздник Панджах-бе-дар, отмечаемый ежегодно жителями иранской провинции Казвин.

## Достопримечательности
- Озеро Ован
- Мавзолеи Хамдалаха Мустауфи, имамзаде Али Шакернаб и имамзаде Исмаил
- Крепости Шемиран, Меймун, Хасан Саббах, Аламут и Ламбсар
- Хосейние Аминиха

## Палеоантропология
- В пещере Калех-Курд[англ.] нашли останки человека, который жил в период от 700 до 600 тыс. лет назад[5]
- Молочный зуб ребёнка из пещеры Калех-Курд датируется возрастом от 220 до 154 тыс. лет назад[6]

## Административно-территориальное деление
Шахрестаны
1. Абийек
2. Буин
3. Казвин
4. Такестан
5. Эльборз

Города
| - Абийек - Бедестан - Буин - Данесфехан - Мехмудабад-Немуне - Мохаммадийе | - Сольтанабад - Такестан - Шаль - Шерифабад - Эльвенд - Эсферверин |